# Ley Savary
La ley de 26 de enero de 1984 de educación superior, la llamada ley Savary (toma el nombre del ministro, Alain Savary) lleva a cabo una amplia reforma de la educación superior y especialmente de las universidades. Es continuadora de la ley de 12 de noviembre de 1968, la llamada ley Faure. Tuvo una gran contestación en las calles francesas por parte de la oposición.

## Disposiciones
La ley crea el concepto de "servicio público de educación superior", un concepto que debe contribuir a clarificar los diferentes currículos superiores (universidades, grandes escuelas, cursos de corta duración): 

Le service public de l'enseignement supérieur comprend l'ensemble des formations postsecondaires relevant des différents départements ministériels.

También establece las cuatro misiones de la educación superior: 
- formación inicial y continua
- investigación científica
- difusión de la cultura científica y de la información científica y técnica
- cooperación internacional.

La ley confirma la existencia de tres ciclos de estudio en la universidad: grado, máster y doctorado. 
Respecto a los centros e instituciones, la ley distingue entre instituciones públicas de carácter científico, cultural o profesional, siguiendo a la ley Faure, que ya contemplaba las instituciones públicas de carácter científico y cultural. Estas instituciones son las universidades, a las que se asimilan los institutos politécnicos nacionales, o pueden ser tipos de nueva creación, como:
- las escuelas e institutos fuera de las universidades;
- las escuelas normales superiores, las escuelas francesas en el extranjero y las grandes instituciones.

La relación contractual del EPSCP con el Estado se crea con esta ley. Esta medida también tiende a unir a las universidades y colegios universitarios, aunque, más allá del hecho de pertenecer a la misma categoría de instituciones públicas, las diferencias siguen siendo numerosas.
Las universidades incluyen varios componentes que son:
- los institutos y las escuelas creadas por decreto, tras el informe del Consejo nacional de educación superior e investigación;
- las unidades de formación y de investigación creadas por el decreto del Ministerio de Educación nacional (posterior a las unidades de enseñanza y de investigación de la ley Faure, que suprimían las facultades);
- departamentos, laboratorios y centros de investigación creados por decisión de la Junta de directores.[ley 2]

El nuevo estatus de "escuela interna", de acuerdo con la ley de 23 de diciembre de 1985 de programas de educación tecnológica y vocacional, va a propiciar la creación de varias escuelas de ingeniería.
En las universidades, donde ya existía una Junta directiva y un Consejo científico, también se creó el Consejo de estudios y vida universitaria y de asesoramiento científico. Esta disposición tiene como objetivo fortalecer la democracia dentro de las instituciones.
La ley Savary crea a su vez una Conferencia de directores de instituciones públicas de carácter científico, cultural y profesional, más conocida como Conferencia de presidentes de Universidad. También crea un Comité Nacional para la Evaluación de Instituciones Públicas Científicas, Culturales y Profesionales para evaluar el EPCSCP.

## Modificaciones posteriores
En 1986, el gobierno de Jacques Chirac quiso enmendar la ley Savary con el llamado proyecto de ley Devaquet, aunque el texto finalmente se retiró.
La ley Savary fue incluida en 2000 en el Código de Educación. Las disposiciones que había introducido subsistían en gran parte, aunque han sido modificadas parcialmente por las siguientes disposiciones:
- la Ley del Programa de Investigación de 2006 (creación de la Agencia para la Evaluación de la Investigación y la Educación Superior);
- la Ley de libertades y responsabilidades universitarias de 2007 (gobernanza universitaria);
- la Ley de Educación Superior e Investigación de 2013 (gobernanza universitaria, creación del Consejo Superior para la Evaluación de la Investigación y la Educación Superior);
- la ley de orientación y salidas universitarias de 2018 (admisión a un curso de licenciatura).